# Siegmund Frank
Siegmund Frank (* 1. Juni 1770 in Nürnberg; † 18. Januar 1847 in München) war ein deutscher Glasmaler.

## Leben
Siegmund Frank erlernte in Nürnberg die Porzellanmalerei. Sein Ziel war es, die vergessene Kunst der Glasmalerei wiederzuentdecken. Sein erstes Glasmalkunstwerk stellte er 1804 fertig. Ab 1814 war er auf dem Schloss des Fürsten Wallerstein beschäftigt. 1818 berief ihn schließlich König Ludwig I von Bayern nach München, wo er sich mit der Großproduktion glasmalerischer Gegenstände beschäftigte. So stellte er 1828 die Fenster für den Regensburger Dom her. Auch die Gläser der Auerkirche in München und die der König-Otto-Kapelle bei Kiefersfelden stammen von ihm. Später wurde er an die Porzellanmanufaktur Nymphenburg zu München berufen. Dort übernahm er 1827 die technische Leitung der neubegründeten Anstalt für Glasmalerei.